# 周永暉
周永暉（1959年2月—），畢業於逢甲大學交通管理學系、國立交通大學交通運輸研究所。1984年（民國73年）進入台鐵。從台鐵實習員起曾任列車長、副站長。1987年（民國76年）離職赴國立交通大學完成碩士及博士學位，並經歷運輸研究所研究員、高鐵局科長、交通部科長及專門委員、鐵工局主任秘書、鐵工局副局長、台鐵局副局長、鐵工局局長及台鐵局局長等職務，2014年榮獲交通部模範公務人員，2016年9月19日接任交通部觀光局局長，2020年4月5日調任交通部參事，2021年榮獲交通部一等交通專業獎章，台北大衆捷運公司董事（曾任）、台灣港務公司董事（曾任）、悠遊卡（股）公司董事，IRF國際道路協會理事（曾任）、REAAA亞澳道路工程協會理事、PATA亞太旅行協會理事（曾任），2021年3月16日接任財團法人中華顧問工程司董事長，因應交通部觀光局改制升格為交通部觀光署，於2023年9月5日公布其被任命為首任署長，並在同月15日正式就職。

## 生平
2013年，周永暉接任鐵路改建工程局長著手規劃「鐵路建設十年綱要計畫：生活鐵道2025」，並完成花東鐵路電氣化全線測試工作。
2014年，原台鐵局長范植谷升任交通部常務次長，時任鐵工局長周永暉就任台鐵局長。
周永暉接任台鐵局長後，註解台鐵局為「安全優先、深化服務」，從基礎設施建設、營運安全及服務品質、人力培育、財務結構合理化等四大面向著手，並與多家日本鐵道公司、德國國鐵及瑞士鐵道締結合作友好關係，為台鐵開啟鐵道觀光的新頁。
2015年，周永暉首創「鐵路便當節」參加台灣美食展。以仲夏寶島號首次舉辦CT273蒸氣火車SL親子花東旅遊活動，推動台灣鐵道觀光。
2016年，周永暉就任觀光局長時，註解觀光局為「創意加值、創新作法」，意即台灣未來觀光發展，必須有創意加值與創新作法，創意加值來自於為人著想，當下需要做的兩件事情就是跨業、跨界、跨組織平台的整合平台，透過完善大數據分析掌握需求；創新作法則是打破框架，不要自我設限，重新檢視國內旅遊，包裝與行銷台灣好山、好水、好文化等；同時，辦理旅遊安全總體檢，在2016年11月完成規劃「Tourism 2020: 臺灣觀光永續發展策略」。提倡「生活鐵道2025、台灣觀光2020」的目標，也首度在美國紐約地鐵的中央車站及時代廣場間，推出以彩繪台灣驚艷紐約地鐵的廣告行銷新手法。
2017年，周永暉與交通部公路總局局長陳彥伯因2017年臺北南港遊覽車事故為負責請辭，後經慰留留任。
2018年，多年來一直爭取的台北米其林終於登台及推動「海灣旅遊年」台灣10島行銷。在海外全力推動多項影片行銷台灣，獲得美國麥哲倫奬銀獎、葡萄牙國際觀光影片節最佳亞洲影片奬，打造國家風景區優化的和平島公園及白沙灣榮獲國際Svayam Accessibility Awards最佳無障礙觀光景點奬，以及阿里山國家風景區工程獲頒金質獎。也為2018年來台人數首次突破1100萬人次之目標達成。提倡「生活鐵道2025、台灣觀光2020」的目標。同年10月，台鐵發生普悠瑪事故，造成嚴重傷亡，前台鐵局長周永暉也被列為究責對象之一；最終，周永暉從1小過加重為2小過，是究責的三位前台鐵局長中懲處最輕的一位，且交通部認定其情節較沒那麼嚴重，留任觀光局長職務。
2019年，首創台灣燈會主燈結合地方特色永久設置，並以台灣小鎭漫遊年推動在地旅遊，用30個經典小鎮及10大客庄小鎮為地方特色加值。由他接續曾任觀光局局長毛治國在1990年開創台灣燈會後，一個改變台灣燈會主燈創意的人，從2018以義犬結合阿里山原住民小孩到2019用屏東黑鮪魚來變化觀光節慶亮點。執行開拓多元市場，增設泰國曼谷和越南胡志明市辦事處、印尼、印度及紐澳俄觀光服務處。同年5月，在周永暉、葉菊蘭、黃勢芳多方籌組推動的「台灣鐵道觀光協會」獲內政部核准設立，7月成立台灣鐵道觀光協會後，將在產官學各界關注下，以協會來串聯鐵道相關觀光、文化與經濟發展方向。
2020年4月5日，觀光局駐機場旅客服務中心員工因接觸罹患新冠肺炎的觀光局官員兒子而染上新冠肺炎，觀光局長周永暉自請處分，調任交通部參事。
2021年3月16日，中華顧問工程司第18屆董事會第一次會議推舉周永暉擔任董事長。
2023年9月15日，因應交通部觀光局升格為交通部觀光署，經由總統任命，正式由周永暉擔任第一任署長。並指出觀光署成立，要以「用心在地 榮耀台灣」為願景目標邁進。

## 外部連結
- 中華顧問工程司新任董事長周永暉先生履新，以溝通力、執行力「兩力」期勉同仁
- 中華顧問與臺灣科技大學簽署MOU，共同培育臺巴科大產業人才 （页面存档备份，存于）

| 中華民國政府職務 | 中華民國政府職務                                        | 中華民國政府職務               |
| ---------------- | ------------------------------------------------------- | ------------------------------ |
| 行政院           |                                                         |                                |
| 前任： 許俊逸    | 鐵路改建工程局局長 第五任 2013年3月25日－2014年4月7日   | 繼任： 曾大仁                  |
| 前任： 范植谷    | 台灣鐵路管理局局長 第二十任 2014年4月8日－2016年9月19日 | 繼任： 鹿潔身 （代理，後真除） |
| 前任： 謝謂君    | 觀光局局長 第十任 2016年9月19日－2020年4月5日           | 繼任： 張錫聰 （代理，後真除） |